# Тюрюшля (приток Ашкадара)
Тюрюшля — река в России, протекает по Стерлитамакскому району Башкортостана. Левый приток реки Ашкадар.

## Гидрография
Начинается возле деревни, также именуемой Тюрюшля. Устье реки находится в 36 км по левому берегу реки Ашкадар. Длина реки составляет 18 км.

## Данные водного реестра
По данным государственного водного реестра России относится к Камскому бассейновому округу, водохозяйственный участок реки — Белая от города Салавата до города Стерлитамака, речной подбассейн реки — Белая. Речной бассейн реки — Кама.
Код объекта в государственном водном реестре — 10010200512111100018281.